# Nawusiyya
La nawussiyya (àrab: الناووسية, an-Nāwūsiyya o النووسية, an-Nawūsiyya) fou una secta xiïta extremista. El seu nom derivaria d'un cert Ibn Nawus o Ibn Manus (el nom propi apareix de diferents maneres a les fonts: Ajlan, Abd-Al·lah, Hamlan etc.), tot i que també podria derivar del lloc de Nawusa, prop d'Hit, a l'Iraq.
La nawussiyya defenia que l'imam Jàfar as-Sàdiq (mort el 765) no havia mort i que reapareixeria un dia com a mahdí.